# SpaceX Crew-7
SpaceX Crew-7 war die siebte bemannte operative Commercial-Crew-Mission der NASA mit einem Crew-Dragon-Raumschiff. Start der Mission mit vier Besatzungsmitgliedern zur Internationalen Raumstation (ISS) war am 26. August 2023.

## Besatzung
- Jasmin Moghbeli, Kommandantin, 1. Raumflug (USA/NASA)
- Andreas Mogensen, Pilot, 2. Raumflug (Dänemark/ESA)[1]
- Satoshi Furukawa, Missionsspezialist, 2. Raumflug (Japan/JAXA)[2]
- Konstantin Borissow, Missionsspezialist, 1. Raumflug (Russland/Roskosmos)[3]

## Missionsverlauf
Die Besatzungsmitglieder starteten im August 2023 vom Launch Complex 39 des NASA-Weltraumbahnhofs Kennedy Space Center in Florida. Mogensen war für die ESA-Mission Huginn an Bord.
Die Besatzung von Crew-7 wurde durch das Andocken an die Raumstation Teil der ISS-Expedition 69. Nachdem Sojus MS-23 die Station im September 2023 verlassen hatte, begann die Expedition 70. Mogensen wurde tags zuvor Kommandant der Station.
Moghbeli, Mogensen, Furukawa und Borissow kehrten am 12. März 2024 zur Erde zurück. Damit endete auch die Huginn-Mission.